# Dwayne Whitfield
Dwayne Whitfield (Aberdeen, Misisipi, 21 de agosto de 1972) es un exjugador de baloncesto estadounidense. Con 2.06 de estatura, su puesto natural en la cancha era el de ala-pívot. 

## Trayectoria
Whitfield fue reclutado en 1991 por los Jackson State Tigers de la Southwest Athletic Conference de la División I de la NCAA. En su primera temporada allí no pudo jugar ni un solo minuto, por lo que debutó con el equipo recién en 1992. El ala-pívot jugaría 67 partidos en tres temporadas, promediando 14,1 puntos y 7,7 rebotes por encuentro. 
Aunque todavía tenía la chance de disputar una temporada más en la NCAA, se presentó al Draft de la NBA de 1995, donde fue elegido en la segunda ronda por los Golden State Warriors. Su equipo hizo un intercambio con los Toronto Raptors (que estaban por jugar su primera temporada en la liga), para recibir a B. J. Armstrong a cambio de cinco jugadores, entre los que estaba incluido Whitfield. Con los canadienses sólo jugaría 8 partidos antes de ser desvinculado del equipo. 
Whitfield volvería a la acción en octubre de 1996, jugando para el Libertas Forlì de la Serie A de Italia, pero su participación en ese equipo duró solamente un mes. 
En el primer semestre de 1997 jugó para los Piratas de Bogotá en la Liga Sudamericana de Clubes y para el Philadelphia Power de la USBL. Demostrando un buen nivel de juego, fue invitado por los Chicago Bulls para participar de un campo de entrenamiento. Al finalizar, recibió fue contratado por la franquicia, pero fue cortado tres días antes de que comenzara la temporada de la NBA.
Pasó los siguientes años actuando en ligas menores estadounidenses como la USBL y la CBA, hasta que en 1999 se unió al Matáv Pécs de la máxima categoría del baloncesto profesional húngaro. Posteriormente jugó en Venezuela, antes de volver a su país y presentarse al draft de la ABA, una liga que acaba de crearse. Si bien fue elegido en esa ocasión por los Memphis Houn'Dawgs, Whitfield terminaría jugando en la CBA con el Sioux Falls Skyforce.
Se sumó al proyecto NBA Ambassadors, equipo con el cual jugó en la Liga Sudamericana de Clubes 2001.
En noviembre de 2001 fue contrtado por el equipo finlandés Namika Lahti.